# 小行星6896
小行星6896是一颗围绕太阳公转的小行星。1987年9月13日，亨利·德波鸿诺在拉西拉天文台发现了此天体。
这颗小行星的绝对星等为33.56173460412929等。